# Rybky
Rybky je naseljeno mjesto u okrugu Senica u Trnavskom kraju u Slovačkoj.

## Stanovništvo
| Godina:     | 1993. | 2003.   | 2013.   | 2023.   |
| ----------- | ----- | ------- | ------- | ------- |
| Broj ljudi: | 402   | 439     | 452     | 417     |
| Razlika:    |       | +9,20 % | +2,96 % | -7,74 % |

| Godina:     | 2022. | 2023.   |
| ----------- | ----- | ------- |
| Broj ljudi: | 421   | 417     |
| Razlika:    |       | -0,95 % |

Prema podacima o broju stanovnika iz 2023. godine naselje je imalo 417 stanovnika.

## Vanjske poveznice
- Službena stranica naselja (sl.)